# Avenue Charles Madoux
L'avenue Charles Madoux est une rue bruxelloise de la commune d'Auderghem qui va de la chaussée de Wavre à la rue de la Molignée sur une longueur de 300 mètres.

## Historique et description

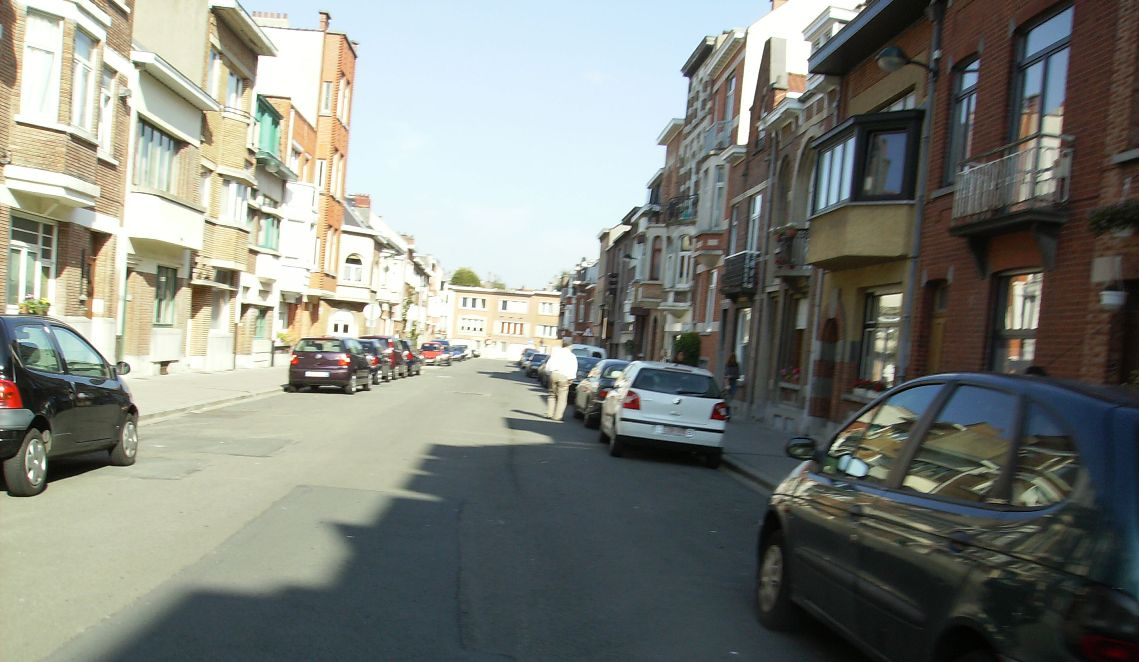
L'avenue Madoux partant vers la rue de la Molignée

Le nom de la rue vient de Charles Madoux (1874–1929), industriel et  bourgmestre d’Auderghem de 1903 à 1907.
À sa création, le 9 mai 1913, on lui donna le nom d’Alfred Madoux, père de Charles. 
La raison du changement de prénom n’est indiquée nulle part. En 1930, on a voulu baptiser une autre rue du nom de Charles Madoux. La commune de Woluwe-Saint-Pierre fit remarquer qu’il existait déjà une avenue Madoux sur son territoire et qu’une autre voie publique homonyme prêterait à confusion.
En 1934, la veuve de Charles Madoux demanda que l’on donne le nom de son mari à une nouvelle rue tracée dans son ancienne propriété. Le conseil échevinal constata le 19 octobre 1934 que la population de la rue Madoux voulait garder la dénomination Charles Madoux, ce qui tend à prouver que le prénom de la rue a été changé en 1930.
- Premiers permis de bâtir délivrés le 17 mai 1913 pour les nos 1 et 3.

## Situation et accès
| ___ | Ce site est desservi par la station de métro : Pétillon. |